# Cràter d’Art
Der Cràter d’Art (deutsch Krater der Kunst) war eine im Umfeld des Olotenser Kunstkritikers, Kunstorganisators und Künstlers Josep Maria Mir i Mas de Xexàs 1955 in Olot, Katalonien gegründete Vereinigung von Bildenden Künstlern und Kunstinteressierten. Während der Zeit der Zweiten Republik gab es in Olot ein blühendes Kulturleben; dies war bis 1939 nach dem Ende des Spanischen Bürgerkrieges vollkommen zusammengebrochen. Mir griff 1955 auf eine alte Idee der 1920er Jahre zurück und rief mit dem Cràter d’Art eine offene Kunstgruppe ins Leben. Die Gruppe definierte sich selbst als „Nest von Künstlern in beständigem Diskurs“.

## Wirken der Gruppe
Nach dem Kunstkritiker Joan Cortés von La Vanguardia handelte es sich bei Cràter d’Art um eine produktiv hoch unruhige Gruppierung, die neue Wege in der Kunst gesucht und erkämpft hat. Die Gruppe traf sich regelmäßig im Keller der Bar L'Estació (Bar am Bahnhof, auch Cal Moro genannt im heutigen Stadtteil Pequin von Olot). Jeder Künstler und jeder Kunstinteressierte war dort willkommen, konnte seine Werke ausstellen, präsentieren und zur Diskussion stellen. Die Gruppe organisierte Vortragsabende  oder gesellige Abendessen mit Meinungsaustausch zu Kunstthemen. Auch Modellzeichnen wurde durchgeführt. Die Treffen dienten auch dem Informationsaustausch zu nationalen und internationalen Themen der Kunst. Olot war zu dieser Zeit vom großen Kunstleben weitgehend abgeschnitten. Auf Basis der zahlreichen Beziehungen von Mir i Mas organisierte die Gruppe Ausstellungen unter anderem in Barcelona (1956), Granollers (1956) und Valencia (1957). Die Gruppe war einer der tatkräftigen Unterstützer der jährlich am 18. Oktober abgehaltenen Kunstmesse (Fira de Dibuix) in Olot.
Die offene Struktur macht es schwierig, genau zu sagen, wer Mitglied dieser Gruppe war. Auf jeden Fall hatte die Gruppe zu ihren besten Zeiten um die dreißig Mitglieder. Der Cràter d’Art konnte von 1955 bis zum Tode von Mir im Jahr 1968 das Olotenser Kunstleben wieder etablieren und entscheidend fördern. Nach dem Tode des äußerst vielseitigen Josep Maria Mir ging die Gruppe auseinander.

## Bekannte Mitglieder
Folgende Maler und zwei Bildhauer gehörten zum Kern der Gruppe Cràter d’Art.

### Maler
- Clapera i Mayà, Joan
- Codinach, Àngel
- Comellas, Federic
- Congost, Sebastià
- Corriols, Salvador
- Feixas, Lluis
- Joan Ferrés i Curós
- Griera, Rafael
- Mir Mas de Xexàs, Josep Maria
- Paxinc (Esteve Serrat)
- Puigbó, Manel
- Ruiz Moyano
- Sala Muntanyola, Joan
- Vayreda Canadell, Josep Maria
- Viñolas, Xavier
- Zamora Muñoz, Manel

### Bildhauer
- Ferrés, Joan
- Roqué, Agustí